# Leg curl
Il leg curl (traducibile in italiano come "flessione delle gambe") è un esercizio con sovraccarichi, praticato nella maggior parte dei casi all'omonima macchina specifica, mirato prevalentemente alla stimolazione dei muscoli ischio-crurali e di altri muscoli flessori del ginocchio.

## Esecuzione

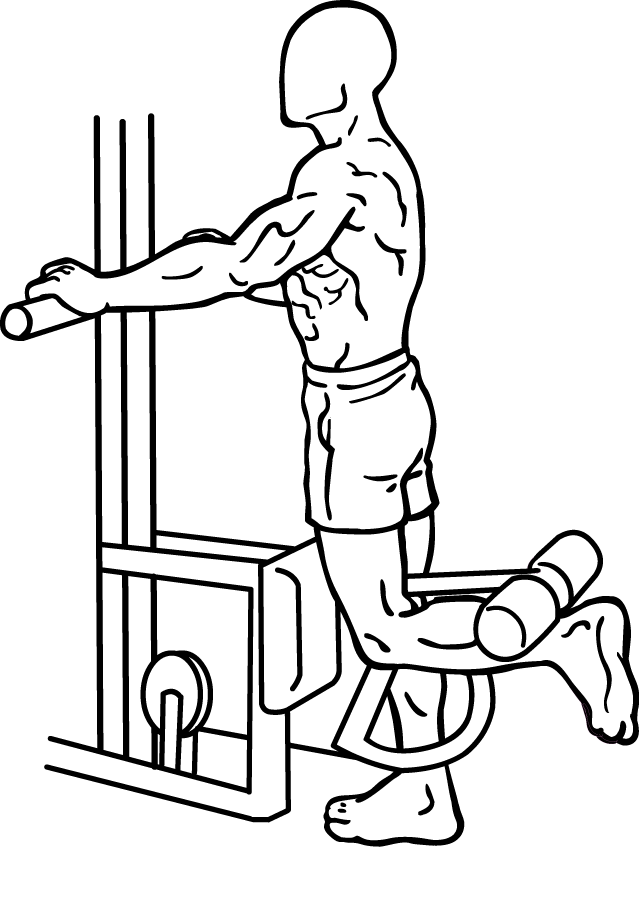
Termine della fase eccentrica dello standing leg curl.

Il Leg curl è un esercizio con sovraccarichi, nella maggior parte dei casi praticato su macchinari, che impone un movimento monoarticolare di flessione della gamba sulla coscia. Le tre varianti principali sono tutte eseguite su macchine con sovraccarichi, due delle quali prevedono il movimento con la coscia in partenza estesa sull'anca, e una con la coscia flessa sull'anca. Le tre modalità principali sono il Lying leg curl (eseguito distesi proni), lo Standing leg curl (eseguito in piedi unilaterale), e il Seated leg curl (eseguito da seduti). Sebbene possano esistere delle differenze biomeccaniche tra le tre modalità, in particolare tra la variante da seduti e le due restanti, tutte condividono il movimento di natura monoarticolare che prevede la flessione della gamba sulla coscia. Il movimento è finalizzato a stimolare principalmente gli ischio-crurali (in inglese hamstrings), gruppo muscolare composto fra tre capi specifici, ovvero il bicipite femorale, il semimebranoso e il semitendinoso, i quali hanno il compito di flettere la gamba sulla coscia, e di estendere la coscia sull'anca. Tuttavia molti altri muscoli vengono coinvolti nel movimento di flessione della gamba, tra cui il gastrocnemio, il popliteo, il sartorio e il gracile. Durante la fase di partenza si posiziona la parte posteriore delle caviglie contro le imbottiture, in modo che favoriscano una resistenza durante il movimento di flessione. È importante regolare l'imbottitura cilindrica in modo che rimanga aderente al collo posteriore delle caviglie senza rotolare sui polpacci nella fase positiva, in modo che la resistenza eserciti una pressione sulla parte terminale del braccio di leva. Inoltre sarebbe indicato allineare il fulcro del macchinario con il fulcro dell'articolazione del ginocchio. Durante la fase concentrica il tallone viene portato il più vicino possibile al gluteo; nella fase eccentrica il carico viene abbassato fino a raggiungere la posizione iniziale tramite un movimento controllato, ma senza fare in modo che il muscolo perda tensione.

### Leg curl disteso prono (Lying leg curl)
Il Leg curl disteso prono (Lying leg curl o Prone leg curl ) è probabilmente il più popolare tra le tre tipologie principali di leg curl. Sono stati espressi pareri contrastanti sulla funzionalità del lying leg curl: alcuni autori teorizzano che sia il migliore per isolare gli ischiocrurali, altri ne attribuiscono una maggiore capacità di isolare il bicipite femorale a scapito del semimembranoso e del semitendinoso, altri ancora sostengono che riesca a stimolare di meno gli ischiocrurali rispetto ad altre varianti come il seated leg curl. Sebbene molte di queste teorie non siano basate su qualche riscontro scientifico, considerando alcune leggi muscolari e diverse analisi scientifiche, l'ultima tra queste considerazioni sembrerebbe essere la più attendibile (per approfondimenti su questo tema si veda il paragrafo Lying leg curl o Seated leg curl: controversie). Effettivamente, il lying leg curl porta gli ischiocrurali biarticolari in precontrazione, causandone insufficienza attiva e quindi una minore attività.
Il lying leg curl viene eseguito in posizione distesa prona sulla panca della macchina, normalmente a forma angolata. Tale conformazione servirebbe a fare in modo che i muscoli posteriori della coscia siano messi maggiormente in tensione, ma anche per evitare l'iperestensione lombare, notabile soprattutto nei soggetti con un aumento della lordosi. In effetti, portare eccessivamente in estensione la coscia sull'anca nella fase di partenza può esercitare una particolare tensione al muscolo ileo-psoas, flessore dell'anca responsabile dell'aumento della lordosi lombare in proporzione all'estensione della coscia. Per tanto, la forma angolata della panca sarebbe concepita per ridurre leggermente il grado di estensione della coscia sull'anca. Alcuni autori suggeriscono che, se questa angolazione non fosse presente, durante la massima flessione delle gambe il bacino si scosterebbe dal piano di appoggio, alzandosi, per mettere in maggiore tensione gli ischiocrurali. Viene fatto presente che il lying leg curl con la panca piana e non angolata sia un modello antiquato e biomeccanicamente errato, perché porta ad enfatizzare il suo difetto caratteristico, disabilitando (pre-contraendo) ulteriormente gli ischiocrurali.

### Leg curl in piedi (Standing leg curl)
Lo Leg curl in piedi (Standing leg curl) è la variante del leg curl eseguita in piedi alla macchina. È l'unica tra le tre varianti principali che impone obbligatoriamente l'esecuzione monolaterale, ovvero ad un solo arto. A livello biomeccanico presenta delle caratteristiche analoghe o molto simili al lying leg curl, perché porta a mantenere estesa la coscia sull'anca dalla fase di partenza condividendone l'angolo di lavoro. Tale macchina potrebbe essere suggerita per i principianti dato che l'esecuzione unilaterale favorisce una maggiore focalizzazione sul movimento, senza risultare particolarmente vantaggiosa per altri aspetti rispetto al lying leg curl. L'esecuzione obbligatoriamente unilaterale per altro penalizza il sollevamento del carico, in quanto gli esercizi bilaterali ad arti vincolati permettono normalmente di sollevare carichi proporzionalmente maggiori e parità di ripetizioni.

### Leg curl seduto (Seated leg curl)

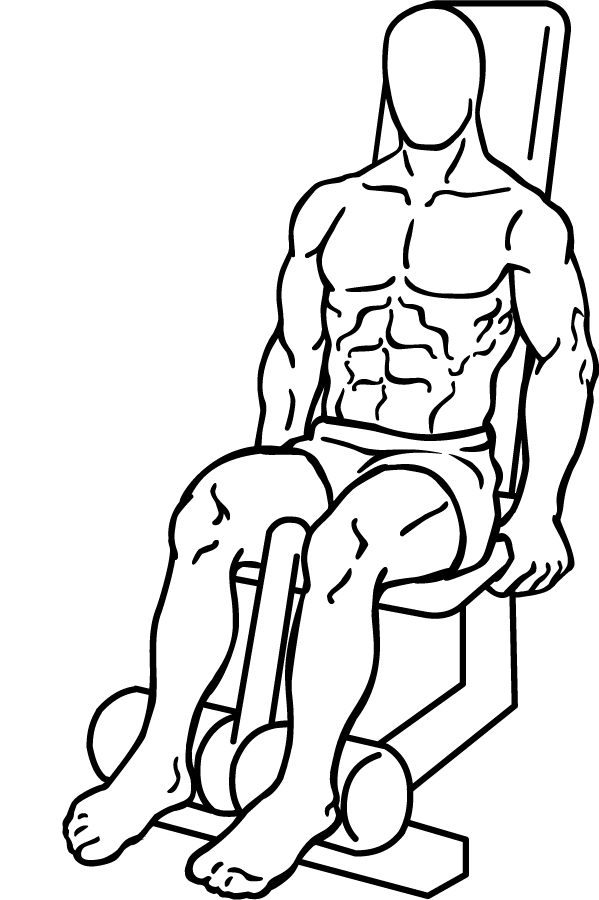
Punto di partenza o picco della fase eccentrica del seated leg curl.

Il Leg curl seduto (Seated leg curl) è un'altra forma di leg curl molto comune. Questa rappresenta il leg curl in posizione da seduti, e risulta unica nel suo genere rispetto alle altre varianti. Questo perché la seated leg curl è l'unica macchina che impone un diverso angolo di lavoro degli ischio-crurali. Ciò avviene perché la posizione seduta porta a flettere l'anca in partenza, consentendo di prestirare maggiormente il gruppo muscolare bersaglio rispetto alle altre forme di leg curl (tensione passiva). Come sarà ampiamente trattato in seguito, il seated leg curl risulta la migliore variante di leg curl se si intende massimizzare la stimolazione degli ischio-crurali biarticolari. Alcuni autori, tra cui James Stoppani, segnalano che questa variante sia meglio adatta a stimolare il semimebranoso e il semitendinoso (cioè gli ischio-crurali mediali o interni), al contrario del lying leg curl e dello standing leg curl che stimolerebbero più il capo lungo del bicipite femorale (cioè gli ischio-crurali laterali o esterni), altri invece sostengono più correttamente l'esatto opposto, puntualizzando che il seated leg curl riesca a portare in pre-stiramento gli ischio-crurali aumentandone lo stimolo. Quest'ultima tesi è stata più volte confermata da analisi elettromiografiche (EMG) in laboratorio.

### Leg curl inginocchiato (Kneeling leg curl)
Il Leg curl inginocchiato (Kneeling leg curl) è probabilmente il meno diffuso tra tutti i macchinari leg curl. Il macchinario prevede di assumere una posizione inginocchiata con il busto flesso e appoggiato su un'imbottitura, mentre l'esecuzione unilaterale impone che l'arto inattivo venga poggiato inginocchio su un'altra apposita imbottitura. Si tratta di una forma molto simile allo standing leg curl, ma la differenza biomeccanica sostanziale consiste nel fatto che il busto appare leggermente flesso e non completamente eretto in verticale, col risultato che l'angolo tra busto e coscia subisce una variazione, modificando il livello di pre-stiramento degli ischio-crurali. Questo determina una stimolazione leggermente diversa dei muscoli coinvolti, portando in partenza la coscia ad un livello di flessione intermedio tra il lying leg curl e il seated leg curl. Viene segnalato che il kneeling leg curl, portando in maggiore pre-stiramento gli ischio-crurali rispetto al lying leg, ne riesca ad enfatizzare lo stimolo.

### Leg curl con manubrio (Dumbbell leg curl)
Il Leg curl con manubrio (Dumbbell leg curl) è la risposta al lying leg curl ai pesi liberi. Poco comune rispetto alle varianti alle macchine, questo consiste nell'eseguire l'esercizio da distesi proni con un manubrio tenuto tra i piedi. L'esercizio presenta alcune problematiche, in quanto esso preclude potenzialmente l'utilizzo di carichi abbastanza elevati, proporzionalmente più difficili da mantenere saldi tra i piedi. Il dumbbell leg curl quindi non sarebbe adatto per utilizzare carichi relativi alla moderata ma soprattutto all'alta intensità (65-100% 1-RM) tipicamente usati nel bodybuilding. Per di più, per posizionare il manubrio tra i piedi è necessaria la presenza di uno spotter (assistente). Per concludere, un ulteriore svantaggio relativo presentato da questa variante è la perdita di tensione man mano che la gamba viene flessa sulla coscia a causa della stretta dipendenza dalla gravità. Già raggiunti i 45-60° di flessione della gamba la perdita di tensione risulta importante, quindi perderebbe senso portare la gamba fino all'inclinazione verticale rispetto al suolo a causa della completa perdita di tensione muscolare e della conseguente interruzione dell'attività muscolare. Per ridurre l'entità di questo problema, è possibile eseguire l'esercizio su una panca inclinata a circa 30°, in modo da aumentare il range di movimento in cui la tensione è maggiore. Più la panca viene inclinata e più la tensione aumenta nel massimo della fase concentrica. L'inclinazione ideale sarebbe a 45°, in modo che la tensione venga mantenuta sia nel massimo della fase eccentrica, sia nel picco della fase concentrica, quando l'angolo di flessione del ginocchio raggiunge i 90°. Da notare che tale angolo sulla panca piana non può essere raggiunto senza che venga persa la tensione. Tuttavia l'inclinazione a 45° può risultare difficile da praticare a causa dell'obbligo di mantenersi saldi con le braccia per evitare lo scivolamento del corpo. Dal momento che per fissare il manubrio tra i piedi è necessario mantenere il piede in estensione (o flessione plantare), questo comporta una pre-contrazione del gastrocnemio (assieme al plantare), che subirà una parziale disattivazione, distribuendo il maggior carico sugli ischio-crurali, così come sul resto dei flessori della gamba. L'ultima considerazione riguardo agli svantaggi del dubbell leg curl è la stessa problematica presente nel lying leg curl, ovvero la pre-contrazione degli ischio-crurali. Si era fatto presente che la panca piana porta in massima estensione la coscia, e questa posizione impone una notevole pre-contrazione dei muscoli bersaglio portando a distribuire il lavoro sul resto dei muscoli flessori della gamba. Per di più, in questo caso la panca è piana e non angolata, determinando un'enfatizzazione di questo problema, e ad un potenziale maggiore inarcamento dell'arco lombare dovuto ad un eventuale accorciamento del muscolo ileo-psoas e/o ad una lordosi per natura più accentuata.

### Leg curl ai cavi (Cable leg curl)
Il Leg curl ai cavi (Cable leg curl) è la risposta del leg curl ai cavi, ma hanno il vantaggio di consentire un movimento più fisiologico per l'articolazione perché non vincolato. Questo può essere eseguito in diverse modalità, le quali ricalcano diverse varianti alle macchine:
- Lying cable leg curl: questa modalità simula la variante distesi proni, in cui l'esecutore si posiziona prono su una panca piana con il cavo basso alle spalle. Una volta indossate le cavigliere, eseguire il movimento di flessione della gamba sulla coscia, portando i piedi più possibile vicino al gluteo. Tale esercizio non presenta particolari differenze biomeccaniche con il macchinario lying leg curl, condividendone gli aspetti svantaggiosi già trattati.
- Standing cable leg curl: in questo caso l'esercizio presenta delle caratteristiche analoghe allo standing leg curl alla macchina. L'esecutore può posizionarsi di spalle o di fronte alla puleggia con il cavo che origina dal basso. Indossate le cavigliere, si esegue il normale movimento di flessione della gamba. In questo caso va segnalato che è possibile rendere l'esercizio multiarticolare mobilizzando anche l'articolazione dell'anca, e quindi imponendo l'intervento di ulteriori gruppi muscolari deputati a questo movimento, tra cui il grande gluteo. In questo caso è possibile aumentare il ROM degli ischio-crurali portando in leggera flessione la coscia nella fase eccentrica, e in leggera estensione nella fase concentrica. Tale strategia è applicabile però solo se ci si pone di fronte al cavo e non di schiena. Alcuni svantaggi dello standing cable leg curl sono l'esecuzione obbligatoriamente monolaterale (presente anche nella macchina) e una perdita di tensione in una parte del movimento; se ci si posiziona di fronte, la perdita di tensione avverrà nel massimo della fase concentrica; viceversa, se ci si pone di schiena, ciò avverrà nel massimo della fase eccentrica.

### Russian leg curl
Il russian leg curl, spesso noto come reverse leg curl, nordic hamstring, o nordic ham curl rappresenta una sorta di risposta a corpo libero del leg curl alle macchine. Esso richiede infatti di abbassare il peso del corpo, senza sovraccarico, tramite delle ripetizioni eccentriche enfatizzate usando solo i flessori della gamba. Descritto da alcuni come "il figlio bastardo del glute-ham raise" (esercizio trattato in seguito), il reverse leg curl è pensato come esercizio che incorpora per definizione la tecnica delle ripetizioni negative sovramassimali. Questo perché il sovraccarico sui flessori della gamba (dato dal peso del corpo) risulta ben superiore al 100% di 1-RM, cioè al carico specifico che permetterebbe una ripetizione massima. Come accade con la tecnica delle negative sovramassimali, l'esecuzione del reverse leg curl si focalizza sulla fase eccentrica del movimento - quando il muscolo è più forte - prevedendo quindi di abbassare il carico in maniera possibilmente lenta e controllata. La fase positiva al contrario, a causa del sovraccarico sovramassimale, non può essere praticata senza aiuti, e viene eseguita in forma facilitata tramite l'intervento di spinta delle braccia.
La partenza prevede la posizione inginocchiata con la coscia e il tronco in verticale, la gamba flessa a 90° bloccata al di sotto di un fermo, come può essere il blocco per le ginocchia della lat machine o del seated calf raise, o qualsiasi altro macchinario o supporto che permetta di fare punto fisso in questa posizione, come una spalliera, la struttura di una macchina isotonica, una panca abbastanza pesante o il peso del corpo di uno spotter (un assistente). La gamba viene posizionata all'incirca in orizzontale rispetto al suolo, e le caviglie vengono bloccate in flessione dorsale (cioè la flessione del piede). Questa strategia permette di aumentare il contributo del gastrocnemio durante la flessione del ginocchio grazie alla posizione in prestiramento e in tensione passiva, conferendo una maggiore forza e stabilizzazione. Durante la fase eccentrica il busto rimane allineato con le cosce, mentre si procede all'abbassamento del corpo mediante l'attività eccentrica dei flessori della gamba e la mobilizzazione della sola articolazione del ginocchio. Si noterà che durante l'esecuzione del Nordic Hamstring non si riuscirà mai ad eseguire una completa ripetizione eccentrica lungo tutto il range di movimento (ROM), in quanto una volta giunti a circa 30-45° di flessione (durante la discesa), il carico percepito andrà sempre più incrementando fino alla linea orizzontale (0°), punto in cui l'intensità risulta massima a causa della stretta dipendenza dalla gravità. Per tanto, l'esercizio prevede da principio anche l'applicazione di ulteriori tecniche quali le ripetizioni parziali e il Cheating, visto che gli ultimi 30°-45° del movimento eccentrico (quindi fino a metà del movimento) vengono eseguiti passivamente lasciando cadere il corpo accompagnato dalle braccia a toccare il suolo, che, sfruttando il rimbalzo, spingeranno il busto durante la fase concentrica effettuando un movimento del tutto simile a dei piegamenti sulle braccia in una sorta di tecnica del rimbalzo.
È comunque possibile applicare qualche modifica per aumentare o ridurre la difficoltà dell'esercizio. Una prima variazione può consistere nell'eseguire il movimento con busto flesso, in modo che si trovi parallelo rispetto al suolo all'inizio della fase eccentrica; questo può portare a facilitarne lo svolgimento, dal momento che la flessione del busto riduce il braccio di leva e quindi il carico, e impone un notevole pre-stiramento gli ischio-crurali, che quindi riusciranno ad esercitare una maggior forza complessiva. Poiché l'esercizio risulta facilitato, sarebbe tecnicamente possibile percorrere l'intero ROM previsto nella fase eccentrica fino a 0° senza far affidamento sul cheating e sulle braccia, ma per permettere ciò è necessario che questo venga svolto su un piano rialzato rispetto al suolo, in modo che nel massimo della fase negativa il busto riesca ad essere portato in verticale a testa in giù, senza incontrare alcun ostacolo. Altre varianti potrebbero prevedere il mantenimento con le mani sulla fronte o con le braccia distese sopra la testa, per aumentarne la difficoltà.
Il nordic hamstring è stato oggetto di diversi studi. Ebben (2009) mostrò che il russian leg curl sollecitava gli ischio-crurali in media del 98% normalizzato alla massima contrazione volontaria (MVC) e Zebis et al. (2012) mostrarono che il russian leg curl provocava un'attivazione dell'82% e del 91% per il semitentonoso e per il bicipite femorale rispettivamente, normalizzato alla massima contrazione volontaria (MVC). Una ricerca condotta da Mjølsnes et al. (2004) ha dimostrato l'efficacia del nordic hamstring nel migliorare del 7% la forza isometrica a 90, 60 e 30 di flessione del ginocchio e un aumento dell'11% del momento torcente in fase eccentrica a 60° migliorando il rapporto ischio-crurali:quadricipiti, progressi che non sono stati notati dal paragone con il normale leg curl. Mentre diverse altre ricerche recenti hanno rilevato univocamente dei notevoli benefici nell'allenamento eccentrico degli ischio-crurali per ridurne o prevenirne gli infortuni nei calciatori e nei velocisti.

### Glute-ham raise
Il Glute-ham raise (GHR) è sostanzialmente la risposta al russian leg curl eseguito su una panca specifica. Condividendo sotto molti aspetti la natura del movimento rispetto a quest'ultimo, i due esercizi vengono spesso considerati come sinonimi (il russian leg curl è anche denominato "natural glute ham raise). Ad ogni modo esistono delle sottili differenze che possono giustificarne una distinzione. Infatti il glute-ham raise viene eseguito su una panca apposita denominata glute-ham machine, la quale trova delle similitudini estetiche con la più comune sedia romana orizzontale utilizzata per le iperestensioni del busto, o più comunemente hyperextension (Hpx) orizzontale. Il principio esecutivo è effettivamente lo stesso del russian leg curl, ma la glute ham machine rende l'esercizio più facile da praticare, e senza la necessità di fare affidamento sulle braccia per frenare il movimento prima che il busto raggiunga la linea orizzontale. Enfatizzando il lavoro dei glutei e degli erettori spinali, la macchina è stata concepita in modo da permettere di eseguire ripetizioni lungo un range di movimento (ROM) completo, senza che il tronco determini un sovraccarico sovramassimale. Infatti una delle più importanti differenze con il russian leg curl è proprio il fatto che grazie ad un maggior coinvolgimento muscolare e l'appoggio dell'imbottitura arrotondata sulla coscia al livello subito al di sopra delle ginocchia, il glute-ham raise alleggerisce notevolmente il sovraccarico sui flessori della gamba, ridistribuendo le forze su più gruppi muscolari e permettendo di eseguire più ripetizioni lungo un ROM completo senza l'aiuto delle braccia. Quando il busto raggiunge la linea orizzontale, durante il picco della fase eccentrica, esso risulta in sospensione senza che le braccia riescano a trovare un appoggio per poter esercitare una spinta nella fase concentrica. In altri termini, al contrario del russian leg curl, nel GHR il sovraccarico sui muscoli coinvolti non risulta sovramassimale pur essendo determinato allo stesso modo dal peso del busto. Inoltre è possibile aumentare ulteriormente il ROM dell'esercizio (e quindi degli ischio-crurali) portando il busto al di sotto della linea orizzontale, trovandosi verticale a testa in giù. In questo modo si enfatizza lo stiramento di tutte le catene muscolari posteriori responsabili dell'estensione dell'anca e della cerniera lombare, tra cui ischio-crurali, glutei e erettori spinali. Alcuni scienziati dello sport considerano il GHR un movimento più naturale, perché in questo caso gli estensori dell'anca e i flessori del ginocchio lavorano insieme anziché in isolamento. Effettivamente il GHR permette un movimento molto fisiologico e multiarticolare che non è possibile eseguire con altre forme di leg curl. Assieme al russian leg curl, il GHR può essere effettivamente considerato come l'unico leg curl multiarticolare.

### Leg curl su fitball
Il Leg curl su fitball è un'altra variante poco comune eseguita a corpo libero sulla fit ball, detta anche swiss ball o stability ball (palla svizzera). La posizione di partenza prevede una che il corpo si trovi supino con i talloni appoggiati sulla parte superiore della fitball e le braccia aperte a croce oppure più addotte verso i fianchi e appoggiate al pavimento per favorire la stabilità del corpo. In base al grado di apertura delle braccia si regola la difficoltà in relazione alla stabilità del busto, per tanto le braccia più aperte determineranno la maggiore stabilità. Partendo da una posizione del corpo rigida con busto e gambe a formare una linea retta, i talloni appoggiati al centro della palla e la parte superiore della schiena aderente al suolo, si procede con una flessione della gamba fino a circa 90° facendo rotolare la palla verso il corpo, per poi rotolare di nuovo alla posizione di partenza nella fase eccentrica. Normalmente la coscia rimane allineata con il busto, quindi l'articolazione dell'anca rimane rigida per focalizzare il lavoro solo sui flessori della gamba escludendo l'intervento dei muscoli glutei. Come molti altri esercizi con sovraccarichi eseguiti su fit ball, si tratta di una variante più orientata sul fitness, sulla stabilità e sul controllo propriocettivo rispetto alle precedenti descritte, dove al contrario è possibile usare sovraccarichi importanti raggiungendo intensità vicine al massimale.

## Modalità di esecuzione

### Intensità relativa e numero di ripetizioni
Sebbene possa essere paragonato ad altri esercizi con sovraccarichi, è stato ipotizzato che il leg curl sia meglio adatto per essere eseguito in alcune modalità specifiche a causa della composizione delle fibre muscolari degli ischio-crurali. Il coach Charles Poliquin suggerisce:
(Charles Poliquin)
Per quanto possa risultare interessante, il suggerimento di Poliquin è basato sul fatto che in teoria gli altri gruppi muscolari estensori della coscia sarebbero composti in prevalenza da fibre muscolari lente o di tipo 1, le quali sono più adatte a sforzi meno intensi e di lunga durata che, nel contesto del resistance training si tradurrebbero in maggiori ripetizioni, maggiori tempi sotto tensione, e carichi più bassi. Viceversa, i muscoli flessori della gamba (e a suo dire gli stessi ischio-crurali) mostrerebbero una percentuale maggiore di fibre a contrazione rapida o di tipo 2, e sarebbero quindi più adatti a sforzi brevi e intensi. Tuttavia, sembra che alcune analisi sulla composizione delle fibre muscolari abbiano determinato una percentuale quasi equamente distribuita (50%) tra fibre lente e fibre rapide nella maggior parte dei muscoli coinvolti sia nell'estensione della coscia che nella flessione della gamba. L'unica eccezione più evidente sarebbe data dal bicipite femorale, che tra tutti i muscoli che mobilitano una delle due articolazioni, appare come quello con una maggiore presenza di fibra lenta (65%) e un'inferiore presenza di fibra rapida (35%). Anche se queste analisi possono risultare approssimative o indicative, possono suggerire che in realtà non ci sia un'assoluta necessità di svolgere i due tipi di esercizio ad intensità e ripetizioni diametralmente opposte, in quanto la distribuzione delle fibre del resto dei muscoli coinvolti è nella maggior parte dei casi mediamente equilibrata. Se solo la composizione del bicipite femorale dimostra mediamente una maggiore prevalenza di fibre a contrazione lenta, significa che tutti gli esercizi dedicati agli ischio-crurali potrebbero essere svolti ad intensità inferiori e maggiori ripetizioni per enfatizzare il reclutamento di questo capo specifico. Al contrario, restanti fasci che compongono gli ischio-crurali, ovvero semimembranoso e semitendinoso, assieme al resto dei muscoli sinergici sia nella flessione della gamba che nell'estensione della coscia, risultando in una composizione mediamente equa tra fibre lente e rapide potrebbero essere sollecitati con ripetizioni ed intensità variabili.
- alcune analisi sulla composizione delle fibre dei muscoli coinvolti nella flessione della gamba e/o nell'estensione dell'anca hanno determinato una percentuale quasi equamente distribuita (50-50% o 55-45%) tra fibre lente e fibre rapide nei muscoli in questione;
- l'unica eccezione più evidente sarebbe data dal bicipite femorale, che tra tutti i muscoli che mobilitano una delle due articolazioni, appare come quello con una maggiore presenza di fibra lenta (65%) e un'inferiore presenza di fibra rapida (35%);

### Poliquin leg curl
Il coach Charles Poliquin ha proposto una modifica nel movimento del leg curl con l'idea di sollevare maggior carico e contemporaneamente enfatizzare lo stimolo sugli ischio-crurali. Il movimento consiste nel mantenere il piede in flessione dorsale durante la fase concentrica dell'esercizio in modo da sollevare un maggiore carico, per poi eseguire una flessione plantare durante la fase eccentrica, in cui il muscolo sarebbe più forte, per focalizzare il lavoro sugli ischio-crurali. L'idea è basata sul fatto che la flessione dorsale del piede porta in prestiramento e in tensione passiva il gastrocnemio (i gemelli), che ha la funzione di estendere il piede (flessione plantare) e flettere la gamba. In questo senso il gastrocnemio si presenta come muscolo sinergico degli ischio-crurali e di molti altri muscoli durante la flessione della gamba. Dal momento che già di per sé l'estensione della gamba porta in stiramento il gastrocnemio, tale muscolo viene ulteriormente stirato se il piede nella fase di partenza viene flesso (flessione dorsale). Visto che di norma i muscoli che vengono portati in prestiramento/tensione passiva sono anche più forti, ciò dovrebbe conferire una maggiore forza complessiva nella flessione della gamba durante la fase concentrica. Una volta che si inizia la fase eccentrica, il piede viene portato in estensione (flessione plantare), portando alla precontrazione e alla conseguente disattivazione del gastrocnemio, che durante il movimento negativo permetterebbe agli ischio-crurali di assumersi un maggior carico. Questa risulterebbe una sorta di tecnica per enfatizzare le negative sugli ischio-crurali. Il maggiore reclutamento del gastrocnemio durante la flessione della gamba con una flessione dorsale della caviglia è stato effettivamente verificato (Croce et al., 2000), ma il metodo è stato criticato da diversi autori, in particolare perché sembrerebbe che quando il gastrocnemio viene disattivato tramite la precontrazione nella fase eccentrica, esso perderebbe la funzione di stabilizzare l'articolazione del ginocchio (da cui origina), portando ad un potenziale stress articolare. Alcuni autori sottolineano: "A nostro parere tale soluzione sollecita però eccessivamente l'articolazione del ginocchio, venendo meno l'azione di "centraggio" del gastrocnemio sull'articolazione" (Paoli A, Neri M, 2010); "Ciò in teoria è giusto. Ma in pratica è molto sgradevole provocando una sensazione di crampi al polpaccio e quindi riducendo di molto il carico di lavoro" (Capadia K). La teoria si basa tuttavia su principi biomeccanici (precontrazione/prestiramento muscolare insufficienza attiva/tensione passiva) che hanno un fondamento e trovano l'applicazione in altri esercizi di body building.
- eseguire il movimento di flessione della gamba con il piede flesso (flessione dorsale) porta ad aumentare l'attivazione del gastrocnemio e del plantare come flessori della gamba grazie alla posizione in prestiramento e quindi in tensione passiva;
- eseguire il movimento di flessione della gamba con il piede esteso (flessione plantare) porta a ridurre l'attivazione del gastrocnemio e del plantare come flessori della gamba grazie alla posizione in precontrazione;
- eseguire il movimento di flessione della gamba con il piede esteso (flessione plantare) solleva il gastrocnemio dal suo ruolo nello stabilizzare l'articolazione del ginocchio;
- eseguire il movimento di flessione della gamba con il piede flesso (flessione dorsale) consente una maggiore forza complessiva e una maggiore stabilità dell'articolazione;

### Rotazione dei piedi
Durante l'esecuzione dei leg curl è stata spesso proposta da diversi autori la strategia di eseguire il movimento modificando la rotazione dei piedi (e quindi delle gambe). Questo suggerimento è basato sul fatto che gli ischio-crurali sono anche rotatori della gamba quando questa è flessa: mentre il bicipite femorale (ischio-crurali laterali) la ruota esternamente, il semimembranoso e il semitendinoso (ischio-crurali mediali) la ruotano internamente. Questo significa che orientando le punte dei piedi verso l'esterno (extrarotazione della gamba) si portano in pre-stiramento gli ischio-crurali mediali enfatizzandone il loro reclutamento, viceversa orientando le punte dei piedi verso l'interno (intrarotazione della gamba) si portano in pre-stiramento gli ischio-crurali laterali distribuendone un maggior carico. Questo permette di lavorare in maniera più selettiva i singoli componenti degli ischio-crurali. Secondo Poliquin: "A causa della diversa "linea di trazione" ["line of pull", cioè la condizione di pre-stiramento e pre-contrazione] dei vari muscoli posteriori della coscia, una varietà di posizioni del piede è necessaria per massimizzare il reclutamento di tutte le unità motorie degli ischio-crurali" (Charles Poliquin).
- eseguire il movimento di flessione con la gamba intrarotata porta ad aumentare l'attivazione del bicipite femorale (ischio-crurali laterali) a scapito del semimembranoso e semitendinoso;
- eseguire il movimento di flessione con la gamba extrarotata porta ad aumentare l'attivazione del semimembranoso e semitendinoso (ischio-crurali mediali) a scapito del bicipite femorale;

A questo proposito Poliquin parla di una metodica che sfrutta la tecnica del tri set modificando ad ognuna delle serie al suo interno la rotazione della gamba. L'esempio elencato proposto dal coach prevede 15 secondi di pausa tra le prime due serie, e 3 minuti di pausa tra i tri set:
- Lying leg curl con piedi intrarotati 4 x 4-6 15" (4-0-X-0)
- Lying leg curl con piedi neutri 4 x 4-6 15" (4-0-X-0)
- Lying leg curl con piedi extrarotati 4 x 4-6 3' (4-0-X-0)

Inoltre, per poter capire se esiste uno squilibrio tra il tono degli ischio-crurali laterali e mediali, il coach Poliquin suggerisce un metodo che denomina "test del bilanciamento strutturale". Si seleziona un carico che permette 6 ripetizioni massime (6-RM, cioè circa l'85% 1-RM) con i piedi in posizione neutra. Quando si raggiunge il cedimento muscolare, se è presente uno squilibrio tra i fasci mediali e laterali i piedi ruoteranno in una direzione. Se si rivolgono medialmente (intrarotazione), il semitendinoso e semimembranoso sono troppo forti rispetto al bicipite femorale. Se rivolgono lateralmente (extrarotazione), il bicipite femorale è troppo forte rispetto al semitendinoso e semimembranoso.

### Leg curl per i polpacci
Sebbene il classico ruolo dei polpacci (tricipite surale) sia l’estensione del piede o flessione plantare, spesso non viene considerato che il gastrocnemio (o gemelli) - cioè la componente biarticolare del tricipite surale - è anche un flessore della gamba. Quindi esso si comporta da muscolo sinergico degli ischio-crurali nell'esercizio del leg curl. Come accennato nella sezione dedicata alla variante ideata da Charles Poliquin, è possibile escludere o reclutare il gastrocnemio dal movimento di flessione della gamba in base alla posizione del piede: se il piede viene portato in flessione (o flessione dorsale), esso verrà attivato, mentre se il piede viene portato in estensione (o flessione plantare), questo verrà disattivato (Croce et al., 2000). Inoltre, quando si esegue contemporaneamente sia la flessione del ginocchio che la flessione plantare (estensione) della caviglia, l'attività del gastrocnemio aumenta sensibilmente mentre diminuisce l'attività soleo (Gravel et al., 1987).
(Croce et al., Electromyogr Clin Neurophysiol. 2000 Sep;40(6):365-73.)
(Charles Poliquin)
Come verrà ampiamente approfondito successivamente, tra le diverse forme di leg curl, alcune sarebbero in grado di enfatizzare il reclutamento degli ischio-crurali, mentre altre determinerebbero una distribuzione maggiore sul resto dei flessori della gamba. Secondo queste leggi muscolari, il seated leg curl (rispettando il principio del pre-stiramento muscolare), indurrebbe ad un maggiore lavoro degli ischio-crurali, mentre il lying leg curl e lo standing leg curl (portando in precontrazione gli ischio-crurali), imporrebbero un maggiore lavoro sugli altri 5 flessori dell gamba, tra cui appunto il gastrocnemio. Da queste osservazioni, è possibile suggerire che un esercizio come il lying leg curl, portando relativamente fuori gioco gli ischio-crurali, possa essere adeguato per sollecitare il gastrocnemio, soprattutto se esso viene portato in pre-stiramento mediante una flessione dorsale, e venga gradualmente contratto mediante una flessione plantare durante la flessione della gamba. Inoltre, proprio perché il gastrocnemio e gli ischio-crurali risultano sinergici nella flessione della gamba, questo ha portato alcuni autori, come il coach Kaizzad Capadia, ad esporre la teoria di allenare nella stessa sessione entrambi i gruppi muscolari.
(Kaizzad Capadia)

## Rischio infortuni
Sebbene gli infortuni e la gravosità sull'articolazione del ginocchio siano più comuni nel leg extension, anche il leg curl potrebbe giocare un ruolo nelle lesioni da usura del ginocchio. Alcuni professionisti suggeriscono inoltre di evitare di esercitare una pressione della rotula sulla panca durante l'esecuzione del leg curl. In altre parole, si consiglia di posizionarsi in modo che le ginocchia non entrino a contatto con il bordo della panca, e le rotule non vengano compresse durante l'estensione delle ginocchia. Questo problema è rivolto alle varianti che determinano l'appoggio del ginocchio su una panca o un'imbottitura, come il lying leg curl, il kneeling leg curl, lo standing leg curl o il reverse leg curl.
Un errore durante l'esecuzione del lying leg curl può essere quello di alzare la testa durante l'esecuzione, ma questa pratica può porre sotto stress la colonna cervicale. Un altro rischio durante il lying leg curl è rappresentato da eventuali movimenti bruschi di iperestensione lombare (colpo di reni) durante la fase concentrica. Questo può portare ad eccessivi stress alla bassa schiena. L'esercizio è per tanto ritenuto più a rischio per i soggetti iperlordotici. Ciò nonostante, stimolare gli ischio-crurali può avere più facilmente delle implicazioni per ridurre il rischio infortuni.

### Rapporto ischio-crurali:quadricipiti (H:Q)
Il "rapporto ischio-crurali:quadricipiti" (hamstring:quadriceps (H:Q) ratio) rappresenta l'equilibrio tra il tono dei muscoli ischio-crurali e quadricipiti, due gruppi muscolari per definizione antagonisti. Ciò significa che durante la fase di accorciamento dell'uno si verifica l'allungamento dell'altro gruppo muscolare. È stato stabilito che uno squilibrio nel rapporto H:Q può aumentare il rischio di infortuni al legamento crociato anteriore (ACL) e agli stessi ischio-crurali. Per questo motivo può essere importante mantenere il tono degli ischio-crurali mediante una frequente stimolazione muscolare.
Alcune analisi (Ebben, 2009) hanno rivelato che le donne ottengono tra il 53,9 e l'89,5% del rapporto H:Q rispetto agli uomini. In altre analisi sulla forza tra donne e uomini, le donne ottengono tra il 35,9 e il 76,0% del rapporto H:Q rispetto agli uomini, su esercizi come squat, seated leg curl, stacchi a gambe tese, good morning, e russian leg curl. In base a queste evidenze si sono stabilite delle differenze nel rapporto H:Q tra i due sessi. Le donne, se comparate agli uomini, sono meno capaci di attivare gli ischio-crurali e/o più capaci di attivare i quadricipiti. Secondo tali constatazioni, le donne dovrebbero allenare i maniera più sproporzionata gli ischio-crurali rispetto ai quadricipiti.
In conclusione, mantenere un buon rapporto H:Q può essere importante per prevenire infortuni al ginocchio (legamento crociato anteriore) e agli ischio-crurali. Normalmente lo squilibrio tende ad essere a favore dell'ipertono dei quadricipiti sugli ischio-crurali, e le donne tendono ad enfatizzare questo problema. Questo può essere aggravato dal fatto che durante l'allenamento coi pesi per stimolare le cosce, relativamente pochi esercizi potrebbero essere dedicati agli ischio-crurali, tenendo conto anche del fatto che esercizi giudicati come "completi" come lo squat e la leg press sono in realtà molto meno efficaci per reclutare questo gruppo muscolare rispetto ai quadricipiti se paragonati agli esercizi specifici per gli ischio-crurali. In questo contesto i leg curl assumono una particolare importanza, perché contrariamente agli esercizi che mobilizzano solo l'articolazione dell'anca (stacchi a gambe tese, mezzi stacchi alla rumena, good morning), questi coinvolgono tutti i flessori della gamba contribuendo a migliorare il rapporto H:Q.
Alcune delle strategie per risolvere questo squilibrio nel rapporto H:Q sono:
- sollecitare frequentemente gli ischio-crurali;
- ridurre la sollecitazione relativa dei quadricipiti in rapporto agli ischio-crurali;
- eseguire allenamenti per gli ischio-crurali che enfatizzano la fase eccentrica - come il russian leg curl - che hanno dimostrato di ridurre l'incidenza di infortuni;
- utilizzare spesso esercizi che sollecitano gli ischio-crurali mobilizzando l'articolazione del ginocchio (tutti i leg curl), in quanto coinvolgono tutti i flessori della gamba e non solo gli ischio-crurali;
- le donne dovrebbero porre maggiore attenzione allo stimolo degli ischio-crurali in rapporto ai quadricipiti;

## L'utilità delLeg curl
Il leg curl è uno dei principali esercizi per lo stimolo selettivo degli ischiocrurali, ed è probabilmente il più comune nonché tra i più importanti. È stato stabilito che la sua efficacia nella sollecitazione degli ischiocrurali sia effettivamente paragonabile a quella degli stacchi a gambe tese (stiff legged deadlifts), e sia superiore di più del doppio rispetto allo squat: Concludiamo che il leg curl e gli stacchi a gambe tese coinvolgono i muscoli ischiocrurali in misura simile, ma lo squat posteriore coinvolge solo circa la metà l'attività integrata EMG degli ischiocrurali rispetto al leg curl e gli stacchi a gambe tese (Wright et al., 1999). Il dato interessante, è che altre ricerche hanno determinato come lo squat stimoli l'attivazione degli ischiocrurali più del doppio rispetto al leg press (Escamilla et al., 1998), esercizio in cui questo gruppo muscolare interviene in maniera minima (Wilk et al., 1996; Ribeiro et al., 2014). Altri ancora hanno stabilito che lo squat ai pesi liberi stimoli il bicipite femorale del 26% in più rispetto allo squat eseguito alla smith machine (Schwanbeck et al., 2009). Di conseguenza, il leg curl sembra stimolare gli ischiocrurali più di 2 volte rispetto allo squat, e almeno 4 volte più della leg press, presentandosi come uno degli esercizi più efficaci per lo stimolo di tale distretto. Esistono svariati altri esercizi dedicati agli ischiocrurali, tra cui stacchi a gambe tese, mezzi stacchi alla rumena, iperestensioni (hpx), iperestensioni inverse, o good morning. Tuttavia, questi esercizi, di norma monoarticolari, mobilizzano solo l'articolazione dell'anca (e potenzialmente anche le vertebre lombo-dorsali), diversamente dai leg curl, in cui l'articolazione mobile è solo quella del ginocchio. I primi esercizi impongono quindi l'attivazione di altri gruppi muscolari deputati all'estensione della coscia sull'anca, tra cui i principalmente grande gluteo e grande adduttore, tutti fasci che invece non possono essere reclutati con il leg curl. Inoltre, a questi si aggiungono i muscoli estensori lombari come gli erettori spinali, che dovrebbero mantenere una contrazione isometrica per fissare la colonna lombare impedendone la mobilità e distribuire un maggiore lavoro sugli estensori dell'anca, ma che facilmente intervengono in sinergia in maniera dinamica per permettere il movimento. Questo determina una distribuzione del carico differente sugli ischiocrurali, che in tal caso condividono il loro ruolo di estensori con grossi muscoli come grande gluteo e grande adduttore, i quali si assumono un carico importante. Molto spesso infatti questo gruppo di esercizi potrebbe essere considerato adatto per sollecitare i glutei per il loro intervento nel ruolo di agonisti. Inoltre, poiché il capo breve del bicipite femorale non interviene negli esercizi di estensione della coscia, può essere importante l'esecuzione del leg curl al fine di non tralasciare questo fascio, così come altri muscoli flessori della gamba. Pur essendo stato riconosciuto che esercizi che mobilitano l'articolazione dell'anca, come gli stacchi a gambe tese, sono egualmente efficaci per stimolare gli ischio-crurali, il leg curl dispone di un movimento unico nel suo genere, che recluta il gruppo muscolare in questione da un altro angolo di lavoro, assieme ad un'altra serie di muscoli - come il capo breve del bicipite, il popliteo o il gastrocnemio - che vengono invece esclusi negli esercizi sopracitati. Recenti ricerche (Schoenfeld et al., 2014) hanno anche constatato che il leg curl (sdraiato) sia in grado di attivare maggiormente la parte bassa degli ischiocrurali rispetto agli stacchi a gambe tese, dimostrando una differente attività regionale. Infine, oltre ai vantaggi appena elencati, si aggiunge anche la facilità di esecuzione dovuta al macchinario con traiettoria vincolata, il quale non richiede alcuna coordinazione motoria e controllo propriocettivo al fine di rendere il movimento più corretto, rivelandosi adatto anche ai principianti. Questo in contrasto con altri esercizi come gli stacchi a gambe tese, i mezzi stacchi alla rumena o l' hyperextension (riadattato per sollecitare i glutei e gli ischiocrurali), in cui viene richiesta una maggiore tecnica esecutiva, stabilità e capacità di controllo propriocettivo per consentire un lavoro più focalizzato sui muscoli interessati, rendendoli meno adatti ai soggetti principianti. Le comuni linee guida autorevoli suggeriscono di impostare l'allenamento soprattutto sull'utilizzo di esercizi multiarticolari piuttosto che monoarticolari, poiché i primi portano ad una serie di vantaggi significativi come una maggiore elevazione dei livelli degli ormoni anabolici tra cui il GH e il testosterone, dovuta all'uso di carichi maggiori e il coinvolgimento un maggiore gruppo di muscoli. Ciò nonostante, il leg curl rappresenta evidentemente un'eccezione a questa regola, risultando come l'esercizio primario per stimolare gli ischiocrurali in molti popolari programmi di allenamento elaborati dai professionisti del fitness e body building. Per questi motivi, il leg curl sembra essere l'esercizio principe per gli ischiocrurali.

## Leg curl disteso prono o Leg curl seduto: controversie

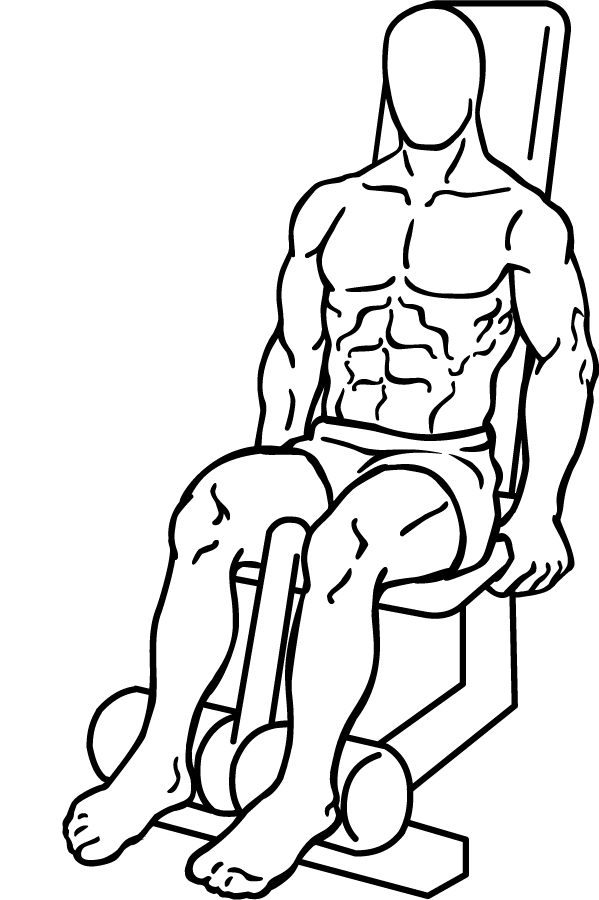
Fase finale del seated leg curl: questa modalità da principio porta in maggiore stiramento i muscoli ischio-crurali (prestiramento/tensione passiva), determinando potenzialmente una loro maggiore attività rispetto alle altre varianti alle macchine.

Come era stato accennato nei paragrafi precedenti, tralasciando le varianti meno comuni, le principali forme di leg curl si dividono essenzialmente in due categorie: quelle in cui la flessione della gamba viene eseguita con la coscia estesa (lying leg curl e seated leg curl), e quelli in cui la flessione della gamba viene eseguita con la coscia flessa (seated leg curl). È stato spesso posto il quesito su quale delle due categorie risulti migliore per la stimolazione degli ischio-crurali. Basandosi su alcune leggi muscolari e principi biomeccanici la risposta sembrerebbe scontata. Tuttavia, diversi autori hanno postulato, senza citare alcuna ricerca o teoria al riguardo, che il seated leg curl enfatizzi lo stimolo sul semimembranoso e il semitendinoso (cioè gli ischio-crurali interni), mentre il lying leg curl e dello standing leg curl stimolerebbero più il capo lungo del bicipite femorale (cioè gli ischio-crurali esterni). Altri hanno affermato che il lying leg curl sia il migliore per isolare gli ischio-crurali. Oltre a non trovare conferma in letteratura, sembra che tali teorie non considerino la biomeccanica degli ischio-crurali, oltre che il principio di precontrazione/prestiramento muscolare e dell'insufficienza attiva/tensione passiva. Gli ischio-crurali sono composti da tre fasci muscolari, i quali condividono il ruolo di flessori della gamba e estensori della coscia. Tuttavia questi tre fasci hanno anche dei compiti diversificati: la coppia semimembranoso e semitendinoso ruota internamente la gamba quando essa è flessa, mentre il capo lungo del bicipite, assieme al capo breve, partecipa all'extrarotazione della gamba quando questa è flessa. Sembra che a parte il ruolo antagonista e secondario nella funzione di rotatori della gamba, i tre capi condividano il resto delle funzioni. Per comprendere come gli ischio-crurali possano essere maggiormente stimolati, e quindi quale delle varianti possa in teoria risultare superiore, sarà necessario innanzitutto citare tre importanti leggi muscolari fondamentali:
- Legge di Starling: "La forza contrattile di un muscolo è direttamente proporzionale  alla lunghezza delle sue fibre all'inizio e alla fine della contrazione."
- Legge di Schwann: "La forza assoluta di un muscolo diminuisce man mano che esso si accorcia contraendosi, come i corpi elastici."
- Prestiramento muscolare: "L'optimum della forza contrattile si trova tra il 90 e il 110% della lunghezza a riposo del muscolo".[59]

Prendendo in considerazione queste leggi si può concludere che più un fascio muscolare viene portato in stiramento, e più è forte. Inoltre si può comprendere il principio di pre-contrazione e pre-stiramento di un muscolo: quando un muscolo viene posto in maggiore tensione dall'inizio del movimento (cioè il prestiramento o la tensione passiva), è possibile non solo ottenere una maggiore forza muscolare complessiva, ma (soprattutto se biarticolare) ottenere anche un maggiore isolamento dello stesso rispetto all'intervento dei muscoli sinergici. Al contrario, se un muscolo viene portato in pre-contrazione, la sua tensione diminuisce o viene allentata, la forza generata dallo stesso decrementa, e maggiore carico viene distribuito sui muscoli sinergici, con il risultato che si potrebbe ridurre la capacità di sollevamento del carico, e il reclutamento del muscolo o fascio stesso. Naturalmente la capacità di sollevamento del carico è influenzata da ulteriori fattori come l'ampiezza del range of motion (ROM), o il punto di difficoltà (il punto del ROM in cui il carico è più pesante da sollevare).

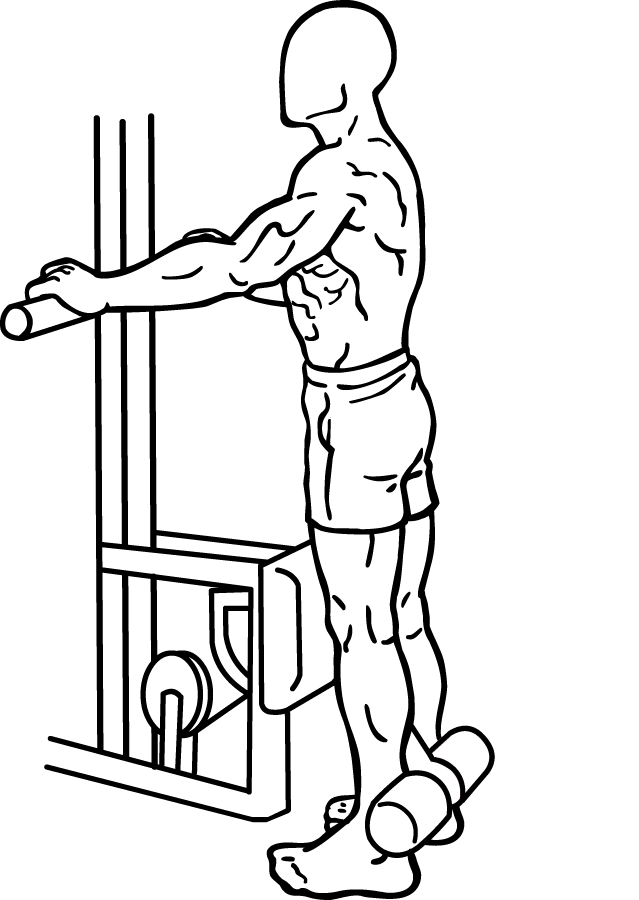
La standing leg curl è una delle varianti che provoca in partenza l'insufficienza attiva e la precontrazione dei muscoli ischio-crurali, determinando potenzialmente un minor recultamento di questi muscoli e una minore forza complessiva nella flessione della gamba.

Prendendo atto di questi principi, appare evidente che se gli ischio-crurali riescono ad essere portati in una posizione di prestiramento e tensione passiva, non solo può essere consentito il sollevamento di carichi maggiori, ma può essere enfatizzato il loro reclutamento rispetto ai numerosi muscoli sinergici. Come primo punto, la teoria che considera il seated leg curl più adatto a stimolare il semimembranoso e il semitendinoso, e il lying leg curl e lo standing leg curl più adatti per il capo lungo del bicipite femorale trova un evidente contrasto con le leggi appena accennate. Non sembra possibile enfatizzare lo stimolo su un capo rispetto all'altro se non applicando il principio del prestiramento del muscolo che si intende sollecitare maggiormente. Visto che i tre muscoli che compongono gli ischio-crurali risultano perfettamente sinergici nei movimenti di flessione della gamba e di estensione della coscia, appare evidente che l'unico modo per far prevalere l'attività della coppia semimembranoso-semitendinoso o il capo lungo del bicipite femorale sia quella di modificare in partenza la rotazione della gamba, non quella di modificare il grado di flessione-estensione della coscia mediante le diverse posizioni di partenza delle varianti del leg curl in questione. Ecco perché viene spesso suggerito di eseguire il leg curl con le punte dei piedi orientate verso l'interno o verso l'esterno: il motivo è che modificando la rotazione della gamba si portano in pre-contrazione dei fasci e in pre-stiramento degli altri, facendo prevalere l'attività del capo rispettivo che in quel caso risulta prestirato. Cosa ben più importante, una volta compreso il principio di precontrazione e prestiramento dei muscoli coinvolti in un movimento, appare facile intuire che la variante del leg curl che più enfatizza l'attività degli ischio-crurali, sulla base di queste leggi, risulti la versione da seduti. Ciò accade perché la posizione da seduti impone la flessione della coscia sull'anca, e ciò significa che nella posizione di partenza gli ischio-crurali, essendo estensori della coscia, vengono portati in forte prestiramento se comparati con il lying leg curl e lo standing leg curl, dove invece la coscia viene portata in maggiore estensione di almeno 70-80° determinandone una significativa pre-contrazione. Si concluderebbe che l'attività degli ischio-crurali possa essere notevolmente aumentata con l'anca flessa, come suggerito da diversi autori. Questo avviene nella posizione da seduti, in cui viene permesso di sollevare carichi maggiori e di ottenere un maggiore isolamento, poiché la lunghezza del resto dei muscoli sinergici non verrebbe aumentata dalla posizione flessa della coscia. Andrebbe segnalato in aggiunta che nella posizione da seduti, due muscoli sinergici in particolare vengono portati in pre-contrazione favorendo ancora un maggiore isolamento degli ischio-crurali: si tratta del sartorio e del gracile, che essendo flessori della gamba e flessori della coscia, nella posizione da seduti - portando cioè la coscia in flessione - vengono evidentemente pre-contratti risultando meno attivi durante il movimento di flessione della gamba. Il noto allenatore fitness e culturista indiano Kaizzad Capadia riesce bene ad esprimersi su questa conclusione:
(Kaizzad Capadia)
In realtà anche Charles Poliquin sembra dare credito a questa considerazione, senza però giudicare esplicitamente il seated leg curl come migliore per questo scopo:
(Charles Poliquin)
Per concludere, una modifica per aumentare ulteriormente il reclutamento degli ischio-crurali sul seated leg curl può prevedere il mantenimento del busto in una posizione ancora più flessa sulla coscia. Questa variazione permette di enfatizzare il prestiramento del gruppo muscolare bersaglio, anche se è necessario mobilizzare l'articolazione dell'anca e non la cerniera lombare, in quanto gli ischio-crurali vengono influenzati dalla variazione dell'angolo della prima ma non della seconda articolazione citata. Per capire se il movimento di flessione del busto è stato eseguito correttamente, basta controllare l'inarcamento della curva lombare: se la curva risulta fisiologica e inalterata significa che la flessione del busto è avvenuta correttamente tramite la mobilizzazione dell'anca; mentre se la curva lombare risulta appiattita, significa che per permettere la flessione del busto è stata mobilizzata solo o anche la cerniera lombare, rischiando di vanificare l'ulteriore prestiramento degli ischio-crurali. Questa manovra comunque viene resa possibile da un'ampia mobilità e allungamento degli ischio-crurali. Sebbene alcuna ricerca abbia paragonato l'attività elettromiografica degli ischio-crurali tra il seated leg curl e il lying leg curl per poter stabilire la fondatezza di questo principio, queste conclusioni, confermate anche da alcuni autori, sono state basate su svariate analisi elettromiografiche, le quali hanno tutte stabilito univocamente come gli ischio-crurali biarticolari siano più forti quando sono più allungati, ovvero quando durante la flessione della gamba l'anca viene portata in flessione:
(Lunnen et al., Phys Ther. 1981 Feb;61(2):190-5.)
(Onishi et al., J Electromyogr Kinesiol. 2002 Oct;12(5):399-406.)
(Mohamed et al., Clin Biomech (Bristol, Avon). 2002 Oct;17(8):569-79.)
Conclusioni:
- in base al principio del prestiramento muscolare, il seated leg curl, grazie ad una significativa flessione della coscia sull'anca, risulta migliore per stimolare gli ischio-crurali e isolarli dal resto dei muscoli sinergici;
- il seated leg curl inoltre, tramite la posizione flessa della coscia, riesce a portare in precontrazione - e quindi in insufficienza attiva - il sartorio e il gracile, il cui ruolo di flessori della gamba verrebbe ridotto o annullato, aumentando il carico sugli ischio-crurali;
- eseguire il seated leg curl a busto flesso (mobilizzando l'articolazione dell'anca) risulta in un ulteriore prestiramento degli ischio-crurali favorendone un maggiore isolamento;
- in base al principio della precontrazione muscolare, il lying leg curl e lo standing leg curl, tramite l'importante estensione della coscia, portano in insufficienza attiva gli ischio-crurali aumentando l'attivazione o la distribuzione del carico sui 5 muscoli sinergici;
- il lying leg curl e lo standing leg curl portano notevolmente in prestiramento sartorio e gracile in proporzione all'estensione della coscia sull'anca, aumentandone di conseguenza l'intervento;
- il lying leg curl e lo standing leg curl sarebbero di conseguenza più indicati per isolare l'attività di capo breve del bicipite femorale, popliteo, gastrocnemio, plantare, sartorio e gracile; mentre il seated leg curl è più indicato per isolare l'attività degli ischio-crurali;
- in linea con le osservazioni di Poliquin, per aumentare ancora l'isolamento degli ischio-crurali sul seated leg curl, oltre alla flessione del busto, è possibile mantenere il piede in estensione (flessione plantare) per portare in precontrazione gastrocnemio e plantare (muscoli sinergici biarticolari che attraversano l'articolazione della caviglia e del ginocchio) riducendo la loro attività di flessori della gamba;

## Aspetti anatomici e biomeccanici
Il fine principale del leg curl è quello di stimolare gli ischio-crurali, gruppo muscolare composto dal bicipite femorale, il semimembranoso e il semitendinoso. Questi tre capi condividono essenzialmente due funzioni, cioè quella di flettere la gamba sulla coscia, e quella di estendere la coscia sull'anca.
Esiste una controversia riguardo alla definizione e alla funzione degli ischio-crurali. Effettivamente, all'interno di questo gruppo solitamente viene incluso anche il capo breve del bicipite, tuttavia nell'etimologia del termine, "ischio" sottintende un gruppo di muscoli che originano dall'ischio o tuberosità ischiatica, cioè una protuberanza ossea che compone la parte inferiore del bacino. Per questo motivo, pur essendo riconosciuti come un unico gruppo muscolare, il capo breve del bicipite sarebbe di fatto escluso dalla definizione di ischiocrurale, in quanto non origina dall'ischio, né risulta biarticolare (non attraversa due articolazioni) al contrario degli altri tre capi. Il capo breve è monoarticolare, originando dalla linea aspera e in generale nella parte posteriore del femore e condividendo solo l'inserzione con il capo lungo. Inoltre, proprio per questo motivo, il capo lungo del bicipite femorale, il semimembranoso e il semitendinoso, data la loro natura biarticolare, risultano sinergici in gran parte delle loro funzioni, mentre il capo breve del bicipite femorale condivide con gli altri capi la sola funzione di flessore della gamba, ma non partecipa all'estensione della coscia. Per tanto, le strategie per isolare o focalizzare un maggiore lavoro sul capo lungo del bicipite femorale, il semimembranoso e il semitendinoso, sarebbero differenti da quelle adottate per stimolare maggiormente il capo breve del bicipite femorale. Ad esempio, esercizi come gli stacchi a gambe tese o i mezzi stacchi alla rumena che mobilizzano solo l'articolazione dell'anca e non del ginocchio, non coinvolgono il capo breve, e il seated leg curl enfatizza il lavoro sui fasci biarticolari rispetto al capo breve. Mentre il lying leg curl, portando in precontrazione i fasci biarticolari, riuscirebbe a focalizzare il lavoro sul capo breve e sul resto dei muscoli sinergici nella flessione della gamba. Anche nella più comune definizione in lingua inglese, si tende a definire gli "hamstring" (il termine "ischio" non compare, ma possono esser riconosciuti anche come "ischiocrural muscles") come gruppo completamente biarticolare che attraversa le articolazioni dell'anca e del ginocchio, pur considerando che il capo breve del bicipite che li compone è monoarticolare e non mobilizza l'anca. Per tanto, anche questa definizione di fatto escluderebbe il capo breve del bicipite dal gruppo muscolare in oggetto. Ad ogni modo è necessario fare una distinzione tra ischio-crurali o hamstring propriamente detti, cioè i fasci biarticolari che originano dall'ischio (capo lungo del bicipite femorale, semimembranoso e semitendinoso) e che risultano sinergici sia nella mobilizzazione dell'anca che del ginocchio, con l'unico fascio monoarticolare (capo breve del bicipite femorale), che sebbene possa rientrare formalmente nella definizione di muscolo che compone gli ischio-crurali, presenta delle differenze biomeccaniche rilevanti, risultando sinergico solo in alcuni movimenti, e il cui massimo stimolo in isolamento viene ottenuto con strategie differenti.
Come è stato ampiamente trattato in precedenza, sebbene in letteratura non siano state analizzate le differenze nell'attività elettromiografica (EMG) tra i diversi flessori della gamba durante le diverse varianti del leg curl, è possibile stabilire con certezza che gli ischio-crurali intervengano maggiormente nel seated leg curl rispetto alle altre modalità, perché questo è l'unico macchinario che riesce a massimizzare il prestiramento di questo gruppo muscolare per di più portando a disattivare i sinergici sartorio e gracile (insufficienza attiva). Come ulteriore conferma, il fatto che gli ischio-crurali intervengano maggiormente con l'anca flessa è stato segnalato in diverse ricerche scientifiche e riportato in alcuni testi di anatomia. Altri modi per enfatizzarne la stimolazione consisterebbero nell'esecuzione del seated leg curl a busto flesso - per portarlo in ulteriore prestiramento - e con il piede esteso (flessione plantare) per disattivare anche gastrocnemio e plantare. Il kneeling leg curl porta la coscia ad un livello di flessione maggiore, riducendo il prestiramento degli ischio-crurali, mentre lo standing leg curl e il lying leg curl risulterebbero i meno efficaci per stimolare questo gruppo muscolare perché ne impongono in assoluto la maggiore precontrazione e insufficienza attiva, aumentando l'attivazione del sartorio e del gracile, e focalizzando il lavoro sul resto dei diversi flessori della gamba. Per orientare la stimolazione sugli ischio-crurali laterali (bicipite femorale), il leg curl viene eseguito con le punte dei piedi rivolte verso l'interno, viceversa per orientare il maggiore lavoro sugli ischio-crurali mediali (semimembranoso e semitendinoso) le punte del piedi saranno rivolte verso l'esterno. Appare evidente che se viene ricercato il maggiore isolamento sul resto dei flessori, il lying leg curl e lo standing leg curl risulterebbero i più adeguati. Se si intende focalizzare l'attività muscolare sul gastrocnemio, non solo è necessario eseguire le ultime modalità citate per disabilitare gli ischio-crurali, ma è necessario anche mantenere il piede flesso (flessione dorsale). In sintesi, i vari leg curl non necessariamente vengono utilizzati per sollecitare gli ischio-crurali, ma potrebbero essere sfruttati anche per massimizzare la sollecitazione in isolamento di gastrocnemio, capo breve del bipicite o popliteo in base alla variante scelta.
Muscoli coinvolti nella flessione della gamba:
- Muscolo semimembranoso*
- Muscolo semitendinoso*
- Muscolo bicipite femorale (capo lungo)*
- Muscolo bicipite femorale (capo breve)*
- Muscolo popliteo
- Muscolo gastrocnemio
- Muscolo plantare (o plantare gracile)
- Muscolo sartorio
- Muscolo gracile

*fasci che compongono il gruppo muscolare degli ischio-crurali: il capo breve del bicipite non è completamente sinergico degli altri tre fasci che compongono questo gruppo muscolare.